# Parastygarctus mediterranicus
Parastygarctus mediterranicus is een soort in de taxonomische indeling van de beerdiertjes (Tardigrada). 
Het diertje behoort tot het geslacht Parastygarctus en behoort tot de familie Stygarctidae. De wetenschappelijke naam van de soort werd voor het eerst geldig gepubliceerd in 2001 door Gallo D'Addabbo, Grimaldi de Zio & Sandulli.